# Mildred Clary
Pour les articles homonymes, voir Clary.
Mildred Clary, née le 7 février 1931 à Paris, de mère française et de père anglais, et morte à Paris le 18 novembre 2010,, est une productrice de radio et de télévision et une écrivaine française.

## Biographie
Mildred Clary naît à Paris dans une famille mélomane et musicienne. Son père lui fait découvrir les richesses de la musique de luth ancienne et sa mère est pianiste, élève de Ricardo Viñes et Marguerite Long. Mais elle ne se mettra elle-même qu'assez tard à la musique. Elle commence une carrière de concertiste à la guitare puis au luth et joue de la musique de scène dans la fosse du Old Vic Theatre de Londres. 
Ayant décidé de quitter l'Angleterre pour s'installer en France, elle demande au directeur du Old Vic des recommandations auprès de metteurs en scène français. Celui-ci l'adresse à Jean Vilar et à Jean-Louis Barrault qui, tous deux, l'engagent. Car, dans les années 1950, elle est l'une des rares, en France, à jouer du luth à une époque où peu de facteurs fabriquent de tels instruments. Elle rencontre Geneviève Thibault, comtesse Hubert de Chambure, fondatrice de la Société de musique d'autrefois et future conservatrice du Musée instrumental du Conservatoire de Paris, qui lui prête un instrument ancien original de sa riche collection personnelle. Mildred Clary joue sous la direction de Pierre Boulez et de Hermann Scherchen au Domaine musical et participe à de nombreuses musiques de scène au luth pour Jean Vilar. Elle enregistre, en 1956, Le Tombeau de Claude Debussy de Manuel de Falla, reproduit dans le coffret anthologique Les Introuvables de Manuel de Falla (EMI, 1996). Elle gravera également, pendant les années cinquante et soixante, différents microsillons de musique ancienne au luth, en solo ou avec des chanteurs (notamment avec les ensembles vocaux de Philippe Caillard et Roger Blanchard, ou avec le ténor Yves Tessier et la soprano Chanterelle Lanza del Vasto pour les firmes Erato, Ducretet Thomson, Vega et Studio SM). Elle y témoigne d'une très fine sensibilité musicale. 
En 1955, elle devient productrice d'émissions de radio pour la radiodiffusion française puis pour France Culture et France Musique. Elle produit d'abord une série intitulée Poète, prends ton luth, dans laquelle elle intervient en tant qu'instrumentiste. Elle abandonnera ensuite l'instrument pour des "raisons physiologiques" (maux articulaires, dos), ainsi qu'elle le confiera à Olivier Germain-Thomas dans l'émission "For intérieur" diffusée en 2005 par France Culture, pour ne se consacrer qu'aux émissions qu'elle anime désormais. La première des séries fleuves qu'elle produira à la radio sera Musica Britannica. Elle s'intéresse aux musiques de l’Inde (un pays qu'elle adorait et avait souvent visité) et du Japon, ainsi qu'aux compositeurs du XXe siècle tels que Jean Sibelius, Benjamin Britten et Olivier Greif, aux chefs d’orchestre, aux grands interprètes et aux hauts lieux de la musique en Europe et à travers le monde. Elle réalise des entretiens avec des peintres, comme Jean Bazaine, ou produit une série culinaire, les Mets et les notes, pour France Musique, dont les invités réalisent des recettes en temps réel (la cuisson ou la préparation étant "meublées" par des musiques en relation avec le thème gastronomique). Avec sa complice la réalisatrice Annie Roger, elle livre de la très belle ouvrage, proposant des émissions très élaborées qui pourtant ne perdent jamais le naturel évocateur du reportage sur le vif, lorsqu'elle sort des studios de la Maison de la radio.
À la télévision, elle produit notamment Un ton au-dessus, pour la Première chaîne de l’ORTF (1972-1973), La musique buissonnière, pour France 3 (1975 à 1977), La Leçon de musique, pour TF1 (1976 à 1982) et Opus, pour Arte (1989-1996). Son champ d’intérêt était très vaste, de la musique indienne (le grand cinéaste indien Satyajit Ray réalise sa Leçon de musique sur les musiques du nord de l'Inde) jusqu’à la musique contemporaine occidentale en passant par le jazz.
Claude Samuel, également producteur à France Musique et ancien directeur de la musique de Radio France, rappelle que, pendant l'année Mozart, elle assura une émission quotidienne qui donna naissance à un CD, Mozart : l’ultime traversée. Elle demanda que figure sur le coffret une phrase du théologien suisse Karl Barth : « Je ne suis pas sûr que les anges, lorsqu’ils sont en train de glorifier Dieu jouent de la musique de Bach ; je suis certain, en revanche, que lorsqu’ils sont entre eux, ils jouent du Mozart et que Dieu aime alors tout particulièrement les entendre… »
Claude Samuel souligne dans son hommage, où il évoque « cette voix teintée d’un délicieux accent anglais, (...) sa très vaste culture, son perfectionnisme, son inquiétude aussi », que « Mildred Clary n’a cessé de prouver qu’on pouvait dans le même temps aimer Mozart, s’intéresser aux musiciens de l’Inde et du Japon, et fréquenter assidûment les concerts de musique nouvelle. Et c’est avec cette ouverture d’esprit, et avec le soin de la vérité et du détail qui la caractérisait, qu’elle fit œuvre de musicologue. »
Son confrère Renaud Machart lui a rendu hommage sur France Musique du 20 au 24 décembre 2010 dans le cadre de la série "Grandes figures".
Elle fut la première épouse de René de Obaldia.

## Œuvres
- 2000 : Georg Friedrich Haendel, avec Jean-Claude Donda, illustré par Charlotte Voake - Gallimard Jeunesse/ Erato  (ISBN 2070542009)
- 2002 : Madeleine Milhaud - Mon XXe siècle  (ISBN 2-913575-51-X)
- 2005 : George Gershwin - Une rhapsodie américaine - Pygmalion  (ISBN 2-85704-963-3)
- 2006 : Benjamin Britten ou le mythe de l'enfance - Buchet/Chastel  (ISBN 2-283-02183-9)
- 2006 : Mozart : La lumière de Dieu, avec René de Obaldia  (ISBN 2-85704-882-3)
- 2011 : Hommage au pianiste catalan Ricardo Viñes (1875-1943) sous forme d’un livre-disque pour Actes Sud, qui paraîtra en janvier 2011.

## Distinctions
1988 : Grand Prix de la radio, par la Société des gens de lettres

## Hommages
- France Musique lui a rendu hommage du 20 au 24 décembre 2010 dans le cadre de la série Grandes figures[6].
- Le ministre de la Culture Frédéric Mitterrand lui rend hommage en évoquant « une des voix marquantes de France Culture et France Musique qui a su interviewer de nombreuses figures de la musique du XXe siècle avec ce tact et ce talent si particulier. On se souvient tous des longs échanges radiophoniques émouvants, notamment avec Madeleine Milhaud, autour de la vie et des œuvres des créateurs talentueux qu'elle savait si bien nous faire aimer[7]. »